# Schinias Nationalparken
Scinias Nationalparken, der dækker den østlige del af Maratonsletten (det nordøstlige Attika) er en del af Natura 2000. Den er ligger lavt, og kun den sandede kystzone skråner ned mod havet. Området er delt i sandstranden, de kystnære, bevægelige og stabiliserede klitter, som løber langs kysten, og marsken nord for kystklitterne.
Det lave, sumpede marskområde ligger beskyttet I forhold til havet, og det er ikke direkte udsat for bølgeslag på grund af den naturlige barriere, der er skabt af klitterne langs dets sydlige, havvendte afslutning.

## Områdets planter
| - Asparagus aphyllus (en aspargesart) - Asphodelus ramosus (en affodilart) - Skæghavre (Avena barbata) - Håret brilleskulpe (Biscutella didyma) - Asfaltkløver (Bituminaria bituminosa) - Kapers (Capparis spinosa) - Almindelig cikorie (Cichorium intybus) - Sandslangehoved (Echium arenarium) - Almindelig fennikel (Foeniculum vulgare) - Limonium virgatum (en hindebægerart) - Linum bienne (en hørart) | - Sejlsneglebælg (Medicago sativa subsp. falcata) - Indisk stenkløver (Melilotus indicus) - Ononis diffusa (en kragekloart) - Munkeskæg (Salsola soda) - Tamarix hampeana x parviflora (en tamarisk-krydsning) - Tamarix minoa (en tamariskart) - Klasekortlæbe (Teucrium scordium) - Guk kløver (Trifolium campestre) - Tripolium pannonicum (en astersart) - Romersk nælde (Urtica pilulifera) - Fodervikke (Vicia sativa) |

| - Landskaber og dyreliv - Marskområde Paysage du marais de Schiniás - Halvøen Kinósouraz Péninsule de Kinósoura - Den udtørrede sø Stómi; skov og Pentelikon i baggrunden. Lac de Stómi asséché, forêt et Pentélique en arrière-plan - Udsigt til stranden fra den beskyttede maritime zone. Vue de la plage depuis la zone maritime protégée |

| - Et par træsandløbere (Tringa glareola) Couple de Chevaliers sylvains dans le parc. - Engpiber Pipit farlouse. - Bronzeibis Ibis falcinelle - Sort landskildpadde Testudo marginata |